# NGC 2941
NGC 2941 је спирална галаксија у сазвежђу Лав која се налази на NGC листи објеката дубоког неба.
Деклинација објекта је + 17° 2' 40" а ректасцензија 9h 38m 24,3s. Привидна величина (магнитуда) објекта NGC 2941 износи 15,0 а фотографска магнитуда 15,8. NGC 2941 је још познат и под ознакама MCG 3-25-9, CGCG 92-17, PGC 27470.